# Лю Цзые
Лю Цзые́ (кит. трад. 劉子業, упр. 刘子业, пиньинь Liú Zǐyè, 25 февраля 449 — 1 января 466) — император южнокитайской империи Сун. Также известен как (Лю-)Сунский Первый свергнутый император (кит. трад. (劉)宋前廢帝, палл. (Лю)Сун Цянь фэй ди).

## Биография
Родился в 449 году, когда его отец Лю Цзюнь был Улинским князем, а страной правил император Вэнь-ди. Пока его отец получал различные назначения в провинциях, Лю Цзые оставался в столичном Цзянькане, и когда в 453 году его дядя Лю Шао совершил государственный переворот, убил императора и сел на трон сам, а Лю Цзюнь выступил против узурпатора, то Лю Цзые был брошен в тюрьму. Вскоре Лю Цзюнь сверг Лю Шао и стал императором сам, а Лю Цзые был освобождён и назначен наследником престола.
В 464 году император скончался, и Лю Цзые взошёл на престол. Сразу после этого он отменил все изменения в законах, сделанные его отцом, вернув законодательство к состоянию, бывшему при императоре Вэнь-ди. Позднее в том же году серьёзно заболела его мать — вдовствующая императрица Ван — но он отказался её навещать, мотивируя это тем, что в покоях больной наверняка есть призраки.
В государственной администрации поначалу реальная власть была в руках соратников покойного императора — Дай Фасина и Чао Шанчжи — которые сдерживали импульсивные поступки молодого императора. Осенью 465 года император повелел Дай Фасину совершить самоубийство, а Чао Шанчжи был снят со всех постов. Эти действия шокировали двор, и высшие сановники начали планировать государственный переворот. Получив от генерала Шэнь Цинчжи информацию об этом, император лично повёл императорскую гвардию, и все заговорщики были убиты.
Зимой 465 года император вступил в сексуальную связь со своей тётей Лю Инмэй, которая была замужем за Хэ Мэем (братом его покойной жены). Убив фрейлину, император отправил её тело Хэ Мэю, заявив, что это, якобы, тело умершей Лю Инмэй, а саму Лю Инмэй сделал своей наложницей. Зная правду, Хэ Мэй, будучи не в силах вынести унижения, стал планировать государственный переворот с целью свержения Лю Цзые и передачи трона его брату Лю Цзысюню. Заговор был раскрыт, и император лично убил Хэ Мэя; генерал Шэнь Цинчжи, пытавшийся уговорить императора изменить своё поведение, был им отравлен.
Не доверяя своим дядям, император собрал их в столичном Цзянькане и поместил под домашний арест, периодически всячески издеваясь над ними. Опасаясь переворота в пользу Лю Цзысюня, император, используя в качестве предлога дело Хэ Мэя, хотел принудить к самоубийству и его, однако информация об этом просочилась, и Дэн Ван — подчинённый Лю Цзысюня — поднял восстание с целью сделать Лю Цзысюня императором. Но в это же время придворные, доведённые до отчаяния действиями императора, организовали заговор и убили Лю Цзые, усадив на трон его дядю Лю Юя.

## Девизы правления
- Юнгуан (永光) (465)
- Цзинхэ (景和) (465)